# Bad Vilbel
Bad Vilbel [baːd ˈfilbəl] (bis 1948 Vilbel) ist mit 35.961 Einwohnern (31. Dezember 2024) die bevölkerungsreichste Stadt im hessischen Wetteraukreis und grenzt an den nördlichen Stadtrand von Frankfurt am Main. Sie ist für ihre Mineralquellen überregional bekannt.

## Geografie

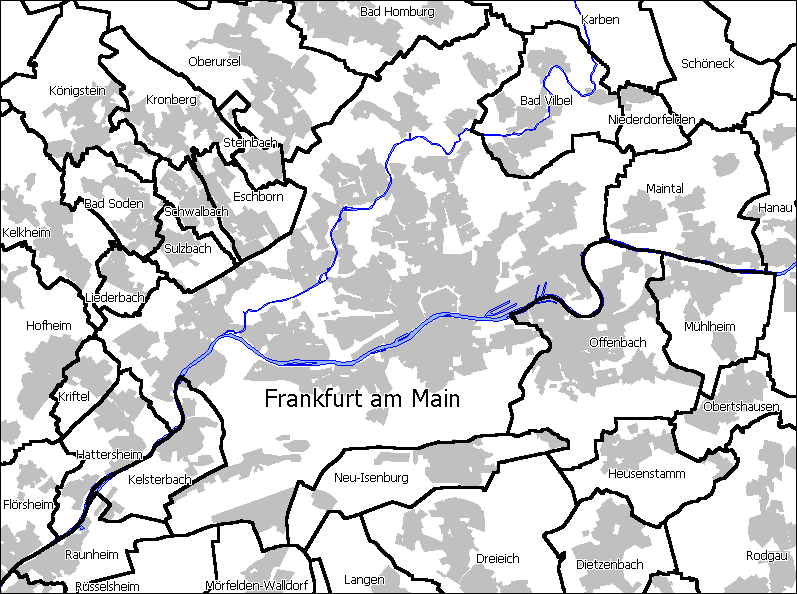
Lage Bad Vilbels im Nordosten von Frankfurt am Main

### Geografische Lage
Bad Vilbel liegt auf einer Höhe von 109 m über NN an der Südspitze der Wetterau, einem aufgrund seiner sehr fruchtbaren Böden seit der Jungsteinzeit besiedelten Landstrich zwischen Taunus und Vogelsberg. Ihr Ende bildet die im Süden Bad Vilbels befindliche Erhebung Schöllberg mit der Siedlung Heilsberg und der Stadtgrenze nach Frankfurt.
Vom Vogelsberg kommend fließt die Nidda durch die Stadt, um bei Frankfurt-Höchst in den Main zu münden. Im Südosten befindet sich der Vilbeler Wald. Fallwinde und Kaltluftströme vom Taunus sorgen fast täglich für einen kompletten Luftaustausch.

### Nachbargemeinden
Die angrenzenden Gemeinden sind die Stadt Karben im Norden, die Gemeinde Niederdorfelden (Main-Kinzig-Kreis) im Osten sowie die kreisfreie Stadt Frankfurt am Main im Süden, Westen und Südosten, die Bad Vilbel nahezu von drei Seiten umgibt. Es liegt so wesentlich näher an der Frankfurter Innenstadt als einige Stadtteile von Frankfurt selbst. Deshalb wurde die politische Eingemeindung von Bad Vilbel nach Frankfurt mehrmals in Erwägung gezogen.

### Stadtgliederung

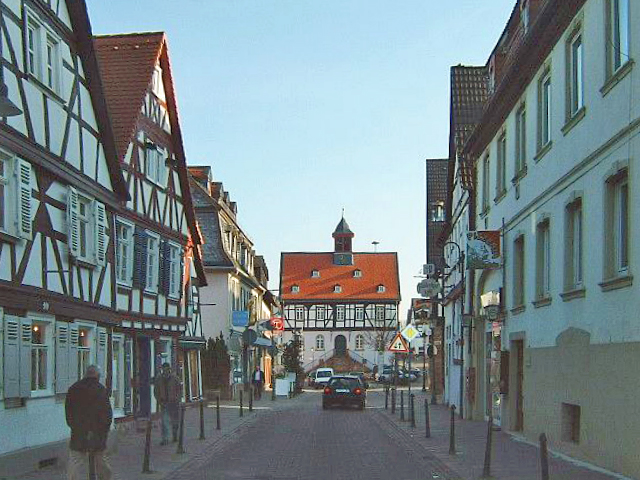
Hauptstraße mit Blick zum Rathaus

Bad Vilbel besteht heute aus der Kernstadt und vier weiteren Stadtteilen:
| Wappen | Stadtteil            | Eingemeindung       |
| ------ | -------------------- | ------------------- |
| Wappen | Kernstadt Bad Vilbel |                     |
|        | Heilsberg            | Stadtteil seit 1948 |
| Wappen | Gronau               | 1971 eingemeindet   |
| Wappen | Dortelweil           | 1972 eingemeindet   |
| Wappen | Massenheim           | 1972 eingemeindet   |

### Klima
|                        | Jan  | Feb  | Mär  | Apr  | Mai  | Jun  | Jul  | Aug  | Sep  | Okt  | Nov  | Dez  |   |      |
| Mittl. Temperatur (°C) | 2,8  | 3,6  | 7,3  | 11,7 | 15,6 | 19,0 | 21,0 | 20,4 | 15,9 | 11,0 | 6,5  | 3,5  | ⌀ | 11,6 |
| Mittl. Tagesmax. (°C)  | 5,0  | 6,6  | 11,5 | 16,8 | 20,7 | 24,1 | 26,2 | 25,8 | 20,9 | 14,8 | 9,0  | 5,6  | ⌀ | 15,6 |
| Mittl. Tagesmin. (°C)  | 0,5  | 0,7  | 3,4  | 6,6  | 10,5 | 13,8 | 15,8 | 15,5 | 11,7 | 7,8  | 4,1  | 1,4  | ⌀ | 7,7  |
|                        |      |      |      |      |      |      |      |      |      |      |      |      |   |      |
| Niederschlag (mm)      | 52,0 | 44,0 | 41,0 | 38,0 | 62,0 | 60,0 | 65,0 | 60,0 | 50,0 | 54,0 | 52,0 | 63,0 | Σ | 641  |

| 0,5 |

| 0,7 |

| 3,4 |

| 6,6 |

| 10,5 |

| 13,8 |

| 15,8 |

| 15,5 |

| 11,7 |

| 7,8 |

| 4,1 |

| 1,4 |

| 0,5 |

| 0,7 |

| 3,4 |

| 6,6 |

| 10,5 |

| 13,8 |

| 15,8 |

| 15,5 |

| 11,7 |

| 7,8 |

| 4,1 |

| 1,4 |

## Geschichte
Zur Geschichte der einzelnen Ortsteile siehe:
- Dortelweil
- Heilsberg
- Massenheim
- Gronau

### Ur- und Frühgeschichte

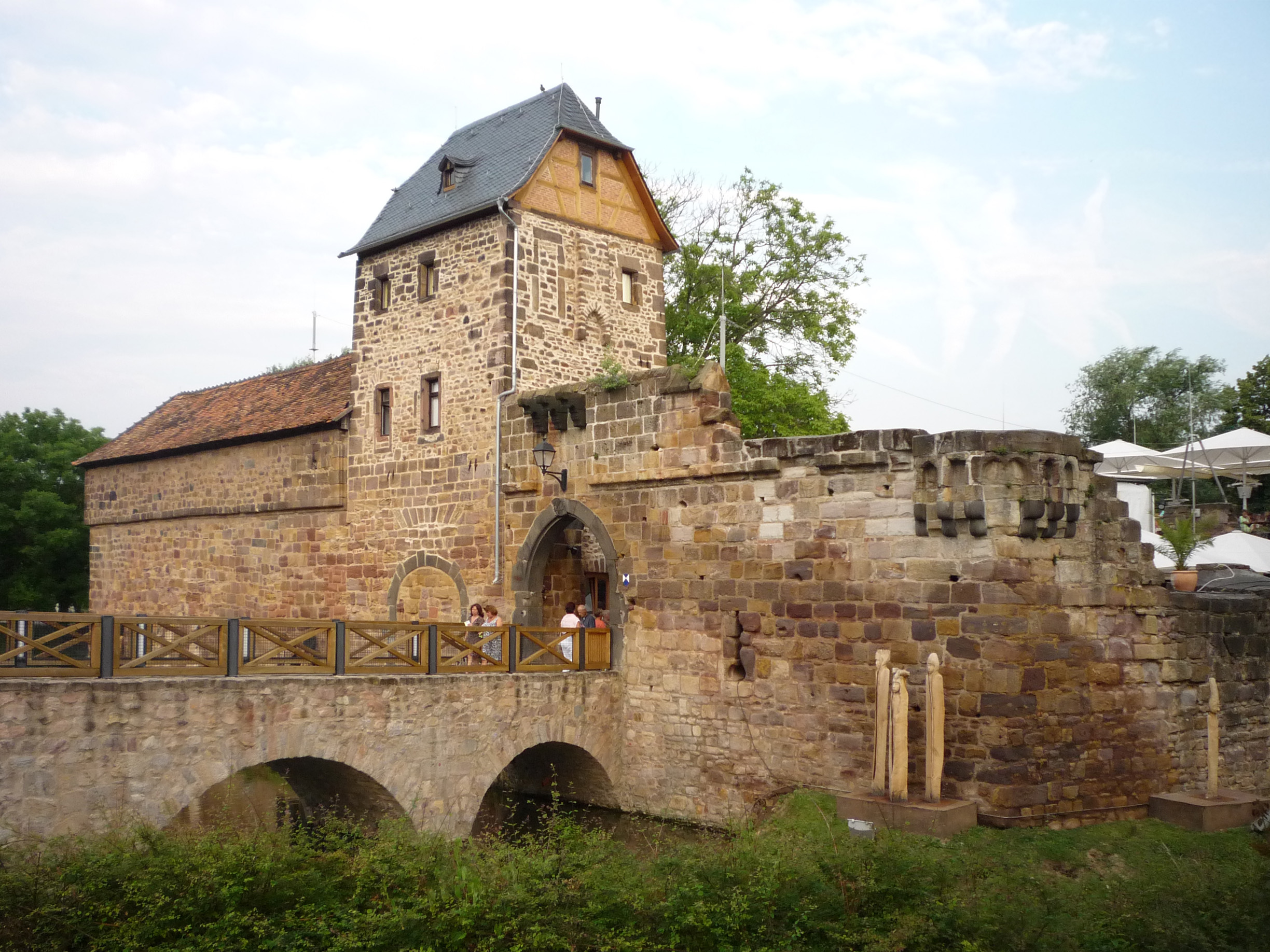
Ruine der Wasserburg

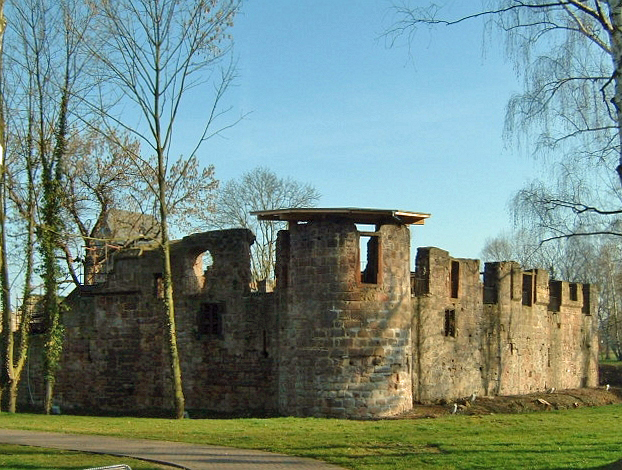
Ruine der Wasserburg

In Vilbel finden sich Siedlungsspuren aus allen Zeiten seit dem Neolithikum (Bandkeramische Kultur) wie später den Kelten, Germanen, Römern oder Burgunden.
Im Zuge des Baus der Main-Weser-Bahn 1848/1849 wurden Reste römischer Thermen in der Nähe des heutigen Haltepunkts Bad Vilbel Süd entdeckt.
Das römische Bad verfügte über ein prächtiges Mosaik. Das Original befindet sich heute im Landesmuseum Darmstadt, eine Nachbildung des Mosaiks kann in einem eigenen Glaspavillon im Kurpark besichtigt werden.

### Mittelalter
Die älteste erhaltene Erwähnung von Vilbel stammt aus dem Jahr 774, als es als „Felwila“ in einer Schenkungsurkunde an das Kloster Lorsch genannt wurde. Die früheste erhaltene Erwähnung der Salzquellen findet sich in einer Tauschurkunde Kaiser Ludwig des Frommen von 817. In der Folgezeit kam Vilbel unter die Herrschaft des Ministerialengeschlechts der Familie von Hagen-Münzenberg, nach deren Aussterben 1255 wurde es durch die Münzenberger Erbschaft zwischen den Herren von Hanau und den Herren von Falkenstein geteilt. Innerhalb dieses Kondominats gab es eine Realteilung mit der Nidda als Grenze. Der Teil rechts der Nidda gehörte den Falkensteinern, der Teil links der Nidda zu Hanau und wurde dort zum Gericht und späteren Amt Bornheimerberg gerechnet. Nach dem Tod des letzten Falkensteiners Werner III. Kurfürst und Erzbischof von Trier 1418 fiel dessen Anteil an die Herrschaft Eppstein. Bei der Teilung der Grafschaft Hanau 1458 kam der Bornheimerberg – und damit auch der Hanauer Anteil an Vilbel – zur Grafschaft Hanau-Münzenberg.

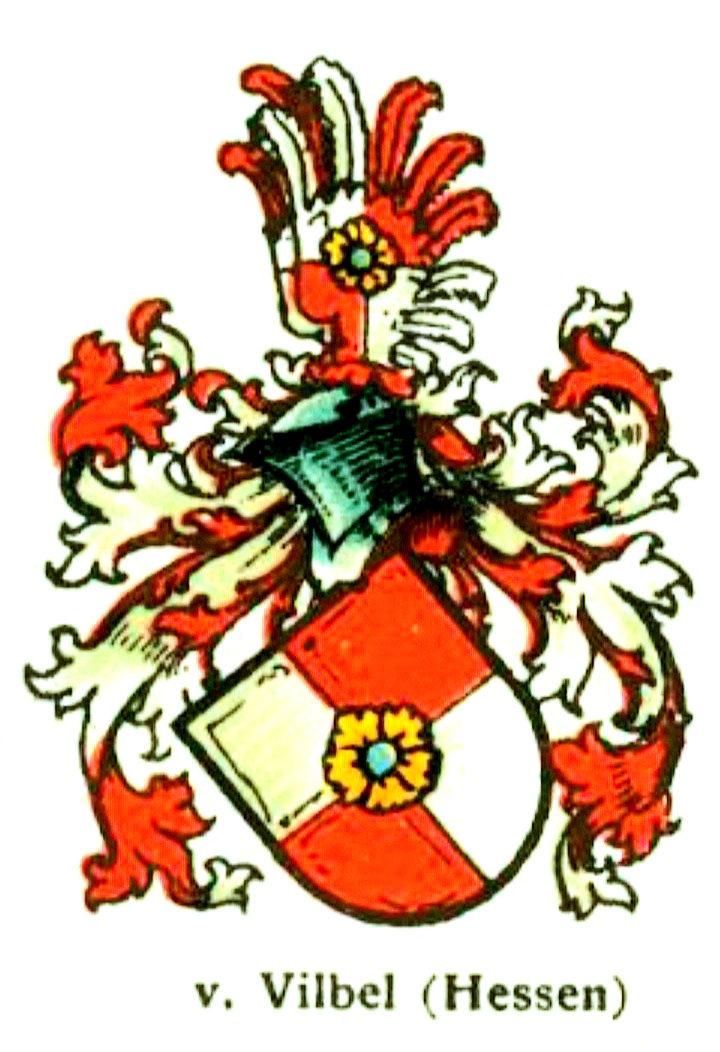
Wappen derer von Vilbel

Aus Vilbel stammt auch das im 17. Jahrhundert ausgestorbene Ministerialengeschlecht der Ritter von Vilbel, das einen silbern-rot quadrierten Wappenschild mit einer mittigen Rose führte. Sein bekanntester Vertreter war der Benediktinerabt und Chronist Apollo von Vilbel († 1536).

### Frühe Neuzeit
Wohl unter dem Einfluss der Grafen von Hanau-Münzenberg, in deren Grafschaft das Solmser Landrecht gewohnheitsrechtlich galt, übernahm auch Vilbel diese Rechtsordnung. Das Gemeine Recht galt nur noch, wenn das Solmser Landrecht für einen Sachverhalt keine Bestimmungen enthielt. Das Solmser Landrecht blieb auch, als Vilbel im 19. Jahrhundert zum Großherzogtum Hessen (Hessen-Darmstadt) gehörte, geltendes Recht, das erst zum 1. Januar 1900 von dem einheitlich im ganzen Deutschen Kaiserreich geltenden Bürgerlichen Gesetzbuch abgelöst wurde.

Kriegerdenkmal im Kurpark

Nach dem Tod des letzten Hanauer Grafen, Johann Reinhard III., 1736 erbte Landgraf Friedrich I. von Hessen-Kassel die Grafschaft Hanau-Münzenberg mit dem Amt Bornheimerberg und damit auch eine Hälfte von Vilbel. Seitdem gehörte diese Vilbeler Hälfte zur Landgrafschaft Hessen-Kassel, die 1803 zum Kurfürstentum Hessen erhoben wurde. Dadurch wurde auch die Grafschaft Hanau-Münzenberg zum Fürstentum Hanau erhoben. Weil Kurfürst Wilhelm I. nicht dem von Napoleon dominierten Rheinbund beitreten wollte und sein Land für neutral erklärte, wurde Kurhessen im Rahmen des Vierten Koalitionskrieges vom Kaiserreich Frankreich besetzt und das kurhessische Fürstentum Hanau wurde bis 1810 unter französische Militärverwaltung gestellt. Dann wurde das Fürstentum Hanau als Departement Hanau dem kurzlebigen Großherzogtum Frankfurt zugeordnet – bis nach der Niederlage Napoleons das Kurfürstentum Hessen (Hessen-Kassel) auf dem Wiener Kongress 1815 wiederhergestellt wurde.

### Neuzeit

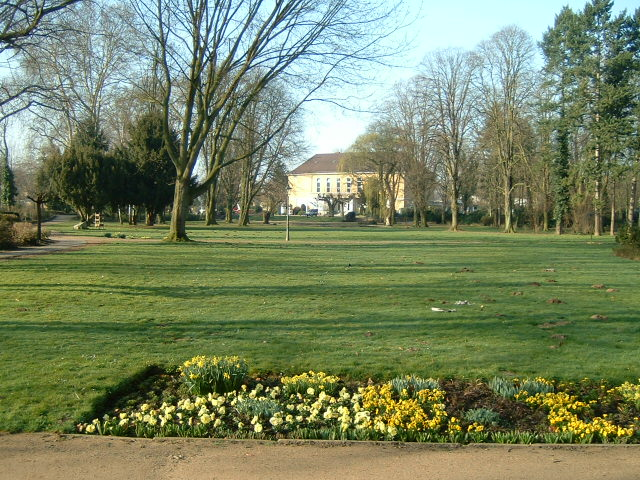
Kurpark und Kurhaus

Nach den Gebietsbereinigungen der napoleonischen Zeit gelangte Vilbel an das Großherzogtum Hessen (Hessen-Darmstadt). Hier gehörte es bis 1821 zum Amt Vilbel, bis 1832 zum Landratsbezirk Vilbel und bis 1848 zum Kreis Friedberg. Während der Revolutionszeit von 1848 kam es zu dem nur kurzfristig bestehenden Regierungsbezirk Friedberg, der 1852 wieder aufgelöst wurde. Danach folgte die erneute Zugehörigkeit zum Kreis Vilbel bis 1874 und anschließend für fast 100 Jahre erneut zum Kreis Friedberg. Seit 1972 liegt Bad Vilbel im Wetteraukreis. Von 1821 bis 1853 gehörte Vilbel zum Bezirk des Landgerichts Großkarben, der 1853 aufgelöst wurde, dann bis 1879 zu dem des Landgerichts Vilbel, ab 1879 zu dem des Amtsgerichts Vilbel.
Die Stadt Vilbel erhielt 1948 aufgrund ihrer zahlreichen Quellen das Prädikat Bad. Der einstige Kurbetrieb wurde bereits in den 1960er Jahren zu großen Teilen aufgegeben, so dass in den 1990er Jahren eine Aberkennung des Prädikates „Bad“ drohte. Seit etwa dem Jahr 2000 wurden erhebliche Flächen für Wohnbebauung und Dienstleistungsgewerbe ausgewiesen, unter anderem in Dortelweil-West und im Baugebiet Krebsschere zwischen Bad Vilbel und Massenheim.
Ende 2004 wurde das Amtsgericht Bad Vilbel geschlossen.
Von Anfang 2012 bis 2017 wurde der Einsatz elektronischer Fußfesseln deutschlandweit von Bad Vilbel aus überwacht.

### Eingemeindungen
Im Zuge der Gebietsreform in Hessen wurde am 1. Juli 1971 auf freiwilliger Basis die bis dahin selbständige Gemeinde Gronau aus dem Kreis Hanau nach Bad Vilbel eingegliedert. Dortelweil folgte am 31. Dezember 1971.
Die Reihe der Eingemeindungen wurde mit der Eingliederung von Massenheim am 1. Juni 1972 abgeschlossen.
Für alle Stadtteile und die Kernstadt wurden Ortsbezirke mit Ortsbeirat und Ortsvorsteher nach der Hessischen Gemeindeordnung eingerichtet.
Die Stadtteile sind heute teilweise baulich zusammengewachsen und dieser Prozess hält an.

### Einwohnerentwicklung

Einwohnerentwicklung von 1821 bis 2017 nach nebenstehender Tabelle

- 1821: 01.430 Einwohner[13]
- 1939: 06.257 Einwohner
- 1961: 14.237 Einwohner
- 1970: 17.866 Einwohner
- 1998: 28.509 Einwohner
- 2002: 30.290 Einwohner
- 2006: 31.348 Einwohner
- 2008: 31.456 Einwohner
- 2010: 31.822 Einwohner
- 2011: 31.673 Einwohner
- 2014: 32.584 Einwohner
- 2015: 33.020 Einwohner
- 2016: 33.458 Einwohner
- 2017: 33.745 Einwohner[14]
- 2023: 36.894 Einwohner[15]

## Politik

### Stadtverordnetenversammlung
Die Kommunalwahl am 14. März 2021 lieferte folgendes Ergebnis, in Vergleich gesetzt zu früheren Kommunalwahlen:
| Stadtverordnetenversammlung – Kommunalwahlen 2021 | Stadtverordnetenversammlung – Kommunalwahlen 2021                                         |
| --- | ----------------------------------------------------------------------------------------- |
| Stimmenverteilung in %Wahlbeteiligung: 57,7 % 50403020100 40,7 (−7,6)29,4 (+13,4)16,8 (−4,4)6,5 (−0,2)3,7 (n. k.)2,9 (−4,8) CDUGrüneSPDFDPAfDFW20162021 | SitzverteilungInsgesamt 45 Sitze - SPD: 8 - Grüne: 13 - FDP: 3 - FW: 1 - CDU: 18 - AfD: 2 |

| Parteien und Wählergemeinschaften | Parteien und Wählergemeinschaften           | 2021  | 2021  | 2016  | 2016  | 2011  | 2011  | 2006  | 2006  | 2001  | 2001  |
| Parteien und Wählergemeinschaften | Parteien und Wählergemeinschaften           | %     | Sitze | %     | Sitze | %     | Sitze | %     | Sitze | %     | Sitze |
| --------------------------------- | ------------------------------------------- | ----- | ----- | ----- | ----- | ----- | ----- | ----- | ----- | ----- | ----- |
| CDU                               | Christlich Demokratische Union Deutschlands | 40,7  | 18    | 48,3  | 22    | 46,7  | 21    | 55,6  | 25    | 62,7  | 28    |
| Grüne                             | Bündnis 90/Die Grünen                       | 29,4  | 13    | 16,0  | 7     | 18,9  | 9     | 10,2  | 5     | 10,8  | 5     |
| SPD                               | Sozialdemokratische Partei Deutschlands     | 16,8  | 8     | 21,2  | 10    | 25,5  | 11    | 24,7  | 11    | 21,9  | 10    |
| FDP                               | Freie Demokratische Partei                  | 6,5   | 3     | 6,7   | 3     | 4,4   | 2     | 6,4   | 3     | 4,5   | 2     |
| AfD                               | Alternative für Deutschland                 | 3,7   | 2     | —     | —     | —     | —     | —     | —     | —     | —     |
| FW                                | Freie Wähler                                | 2,9   | 1     | 7,7   | 3     | 4,4   | 2     | —     | —     | —     | —     |
| Linke                             | Die Linke                                   | —     | —     | —     | —     | —     | —     | 3,1   | 1     | —     | —     |
| Gesamt                            | Gesamt                                      | 100,0 | 45    | 100,0 | 45    | 100,0 | 45    | 100,0 | 45    | 100,0 | 45    |
| Wahlbeteiligung in %              | Wahlbeteiligung in %                        | 57,7  | 57,7  | 52,9  | 52,9  | 52,9  | 52,9  | 52,0  | 52,0  | 56,7  | 56,7  |

### Bürgermeister und Magistrat

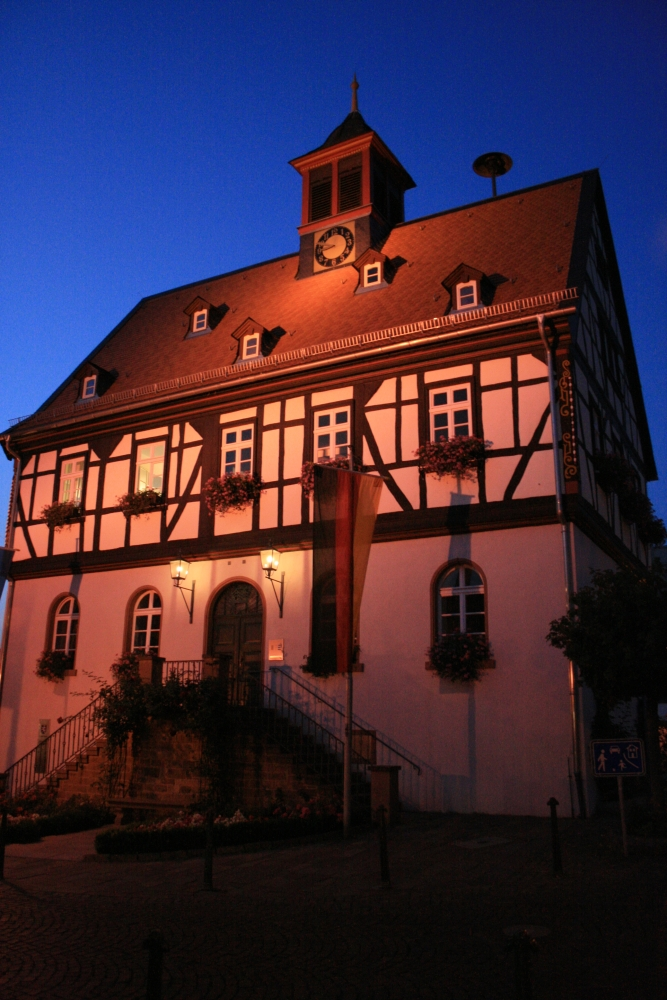
Das Alte Rathaus nach der Restaurierung 2005

Nach der hessischen Kommunalverfassung wird der Bürgermeister für eine sechsjährige Amtszeit gewählt, seit dem Jahr 1993 in einer Direktwahl, und ist Vorsitzender des Magistrats, dem in der Stadt Bad Vilbel neben dem Bürgermeister hauptamtlich ein Erster Stadtrat und ein weiterer Stadtrat sowie ehrenamtlich zwölf Stadträte angehören. Bürgermeister ist seit dem 17. Juni 2022 Sebastian Wysocki (CDU), der bis dahin als Erster Stadtrat dem Magistrat angehörte. Er wurde als Nachfolger von Thomas Stöhr (CDU), der nach drei Amtszeiten nicht wieder kandidiert hatte, am 13. Februar 2022 in einer Stichwahl bei 45,8 Prozent Wahlbeteiligung mit 53,0 Prozent der Stimmen gewählt.
Amtszeiten der Bürgermeister
- 2022–2028 Sebastian Wysocki (CDU)[21]
- 2004–2022 Thomas Stöhr (CDU)[22]
- 1980–2004 Günther Biwer (CDU)
- 1968–1980 Erich Glück (SPD)
- 1955–1968 Georg Muth (SPD)
- 1946–1955 Kurt Moosdorf (SPD)
- 1945–1946 Karl Bruder jun. (SPD) (kommissarisch)
- 1933–1945 Joseph Seitz (NSDAP)
- 1928–1933 Kurt Moosdorf (SPD)
- 1919–1928 Bernhard Rechthien (SPD)

| Jahr           | Wahlbeteili- gung in % | Kandidaten              | Partei | Stimmen in % |
| -------------- | ---------------------- | ----------------------- | ------ | ------------ |
| 2022 Stichwahl | 45,8                   | Sebastian Wysocki       | CDU    | 53,0         |
| 2022 Stichwahl | 45,8                   | Clemens Breest          | Grüne  | 47,0         |
| 2016           | 54,1                   | Thomas Stöhr            | CDU    | 65,7         |
| 2016           | 54,1                   | Clemens Breest          | Grüne  | 22,7         |
| 2016           | 54,1                   | Raimo Biere             | FW     | 11,6         |
| 2010           | 49,1                   | Thomas Stöhr            | CDU    | 57,8         |
| 2010           | 49,1                   | Helmut Betschel-Pflügel |        | 24,3         |
| 2010           | 49,1                   | Gesine Wambach          | FDP    | 11,3         |
| 2010           | 49,1                   | Manfred Manthey         | FW     | 04,9         |
| 2010           | 49,1                   | Helge Welker            |        | 01,8         |
| 2003           | 53,3                   | Thomas Stöhr            | CDU    | 71,9         |
| 2003           | 53,3                   | Roland Fischer          |        | 26,1         |
| 2003           | 53,3                   | Peter Ringel            |        | 01,9         |
| 1998           | 51,5                   | Günther Biwer           | CDU    | 72,1         |
| 1998           | 51,5                   | Klaus Arabin            | SPD    | 27,9         |

Magistrat
Der Magistrat ist als Kollegialorgan die Verwaltungsbehörde der Stadt. Er besteht aus dem Bürgermeister als Vorsitzenden, dem Ersten Stadtrat und weiteren Stadträten. In der Praxis besteht die weit überwiegende Mehrheit des Magistrats aus ehrenamtlichen Mitgliedern. Die Zahl der hauptamtlichen Stadträte darf die der ehrenamtlichen jedenfalls nicht übersteigen.
Der Magistrat besorgt die laufende Verwaltung und wird von den Bediensteten der Stadt unterstützt. Diese stellt er ein, befördert und entlässt sie. Er trifft die Entscheidungen zu laufenden Verwaltungsangelegenheiten, bereitet gemeinsam mit der Verwaltung die Beschlüsse der Stadtverordnetenversammlung vor und führt diese aus. Er wirkt mit bei der Ausführung der Gesetze und Verordnungen innerhalb der Stadt, bei der Verwaltung des Vermögens, bei der Erstellung des Haushaltsplanes sowie bei der Überwachung des Kassen- und Rechnungswesens. Auch die Wahrung der Bürgerinteressen ist seine Aufgabe. Er vertritt die Gemeinde nach außen, führt den Schriftwechsel und vollzieht die Gemeindeurkunden. Er tagt unter Vorsitz des Bürgermeisters in nicht-öffentlichen Sitzungen. An den Sitzungen der Stadtverordnetenversammlung nimmt der Magistrat ohne Stimmrecht teil.
Die ehrenamtlichen Stadträte werden von der Stadtverordnetenversammlung in oder bald nach der konstituierenden Sitzung für die fünfjährige Wahlperiode bis zur nächsten Kommunalwahl in den Magistrat gewählt. Für die Dauer ihrer Wahlzeit werden sie zu Ehrenbeamten ernannt und können zwar zurücktreten, aber im Gegensatz zu hauptamtlichen Magistratsmitgliedern nicht abgewählt werden. Die Stärke der in der Stadtverordnetenversammlung vertretenen Fraktionen spiegelt sich grundsätzlich in der Zusammensetzung des ehrenamtlichen Magistrats wider.
Hauptamtliche Stadträte werden von der Stadtverordnetenversammlung auf die Dauer von sechs Jahren als Wahlbeamte gewählt. In Bad Vilbel gibt es drei hauptamtliche Magistratsmitglieder: Bürgermeister Sebastian Wysocki (CDU), Erster Stadtrat Bastian Zander (CDU), seit 17. Juni 2022 im Amt und Stadträtin Ricarda Müller-Grimm, seit 1. September 2021 im Amt. Nach dem Geschäftsverteilungsplan des Bürgermeisters sind diese drei als Dezernenten jeweils für einen Teil der Ämter und Fachbereiche der Stadtverwaltung zuständig.

### Wappen
| Wappen von Bad Vilbel | Blasonierung: „Geteilt und oben von Gold und Silber gespalten, darin je drei rote Sparren; unten geteilt von Rot und Gold.“ |
| Wappen von Bad Vilbel | Das 1858 von Großherzog Ludwig III. von Hessen und bei Rhein (Hessen-Darmstadt) bestätigte Wappen geht auf ein Gerichtssiegel des 17. Jahrhunderts zurück. Es illustriert die Herrschaftsverhältnisse in Vilbel nach dem Falkensteiner Erbfall (1418) durch die geschichtlichen Wappen der Adelsgeschlechter Hanau (Sparren in Gold), Eppstein (Sparren in Silber) und Münzenberg-Falkenstein (untere Schildhälfte). In den älteren Wappenbüchern wurden die zwei Sparrenwappen fälschlich zusammengezogen; Otto Hupp brachte erstmals die richtige Tingierung. Die Stadtflagge enthält das Wappen. Einst ein Dorf an der nördlichen Grenze des Wildbanns Dreieich, wurde Vilbel im 19. Jahrhundert Marktflecken und erhielt die Stadtrechte 1858. |

### Städtepartnerschaften
Bad Vilbel unterhält Partnerschaften mit folgenden Städten:
- Glossop (Vereinigtes Königreich)
- Moulins (Frankreich)
- Brotterode-Trusetal (Deutschland)
- Eldoret (Kenia)

Von 1972 an bestand ferner eine Städtepartnerschaft mit Huizen in den Niederlanden, die Ende des 20. Jahrhunderts beendet wurde.

### Patenschaft
- Im Jahre 1990 wurde die vom Wetteraukreis gekündigte Patenschaft für die nach dem Zweiten Weltkrieg vertriebenen Sudetendeutschen aus den Städten Tepl und Petschau sowie den restlichen Gemeinden im Kreis Tepl übernommen.[30]

### Gründungsort der Klimaliste Hessen
Am 24. Oktober 2020 gründete sich in Bad Vilbel die Klimaliste Hessen. Sie nahm an den Kommunalwahlen 2021 teil und erhielt im Bundesland insgesamt elf Mandate.

## Kultur, Freizeit und Sehenswürdigkeiten

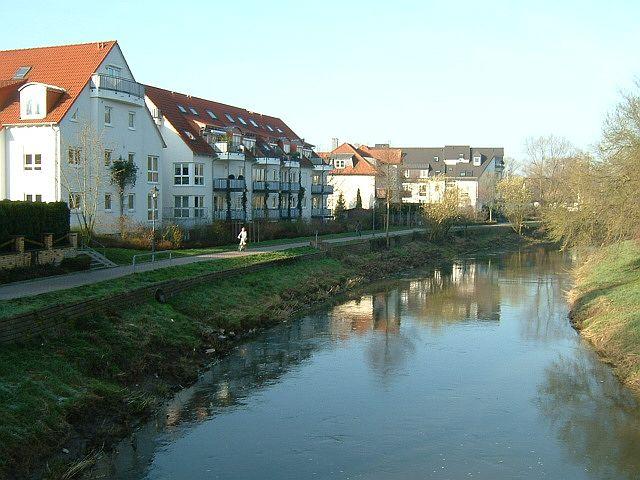
Niddaufer

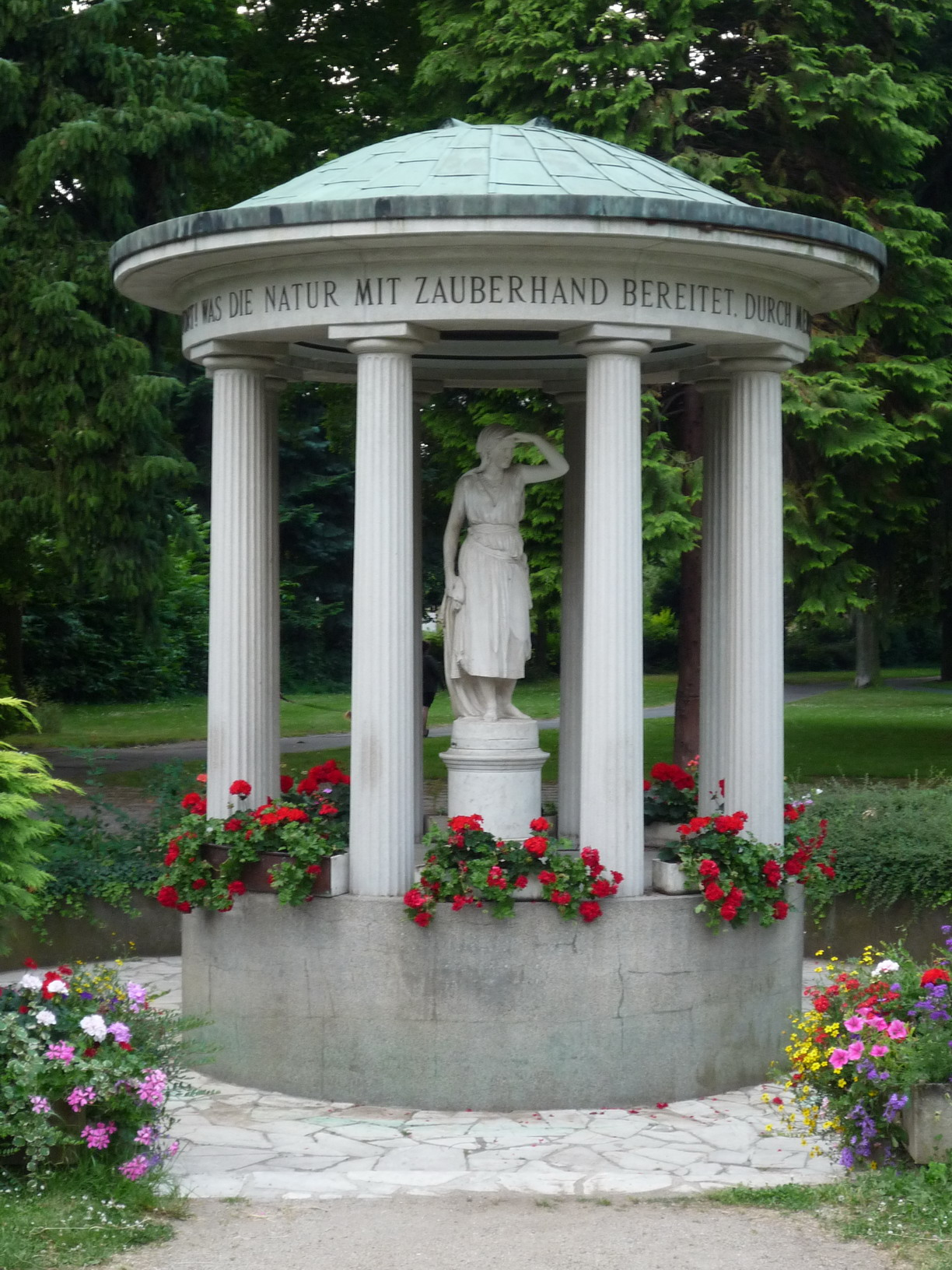
Friedrich-Karl-Sprudel, Brunnentempel im Kurpark

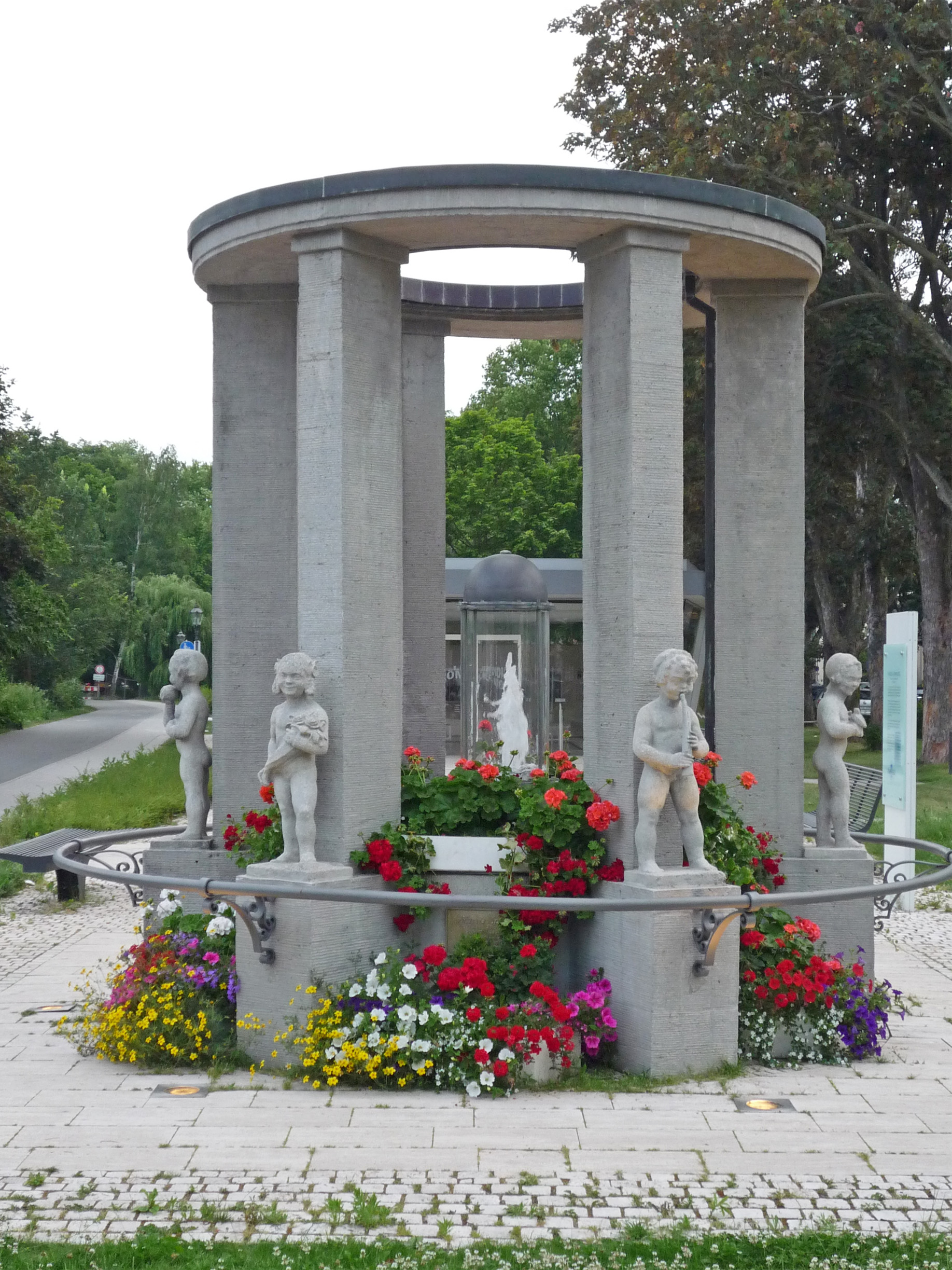
Hassia-Quelle

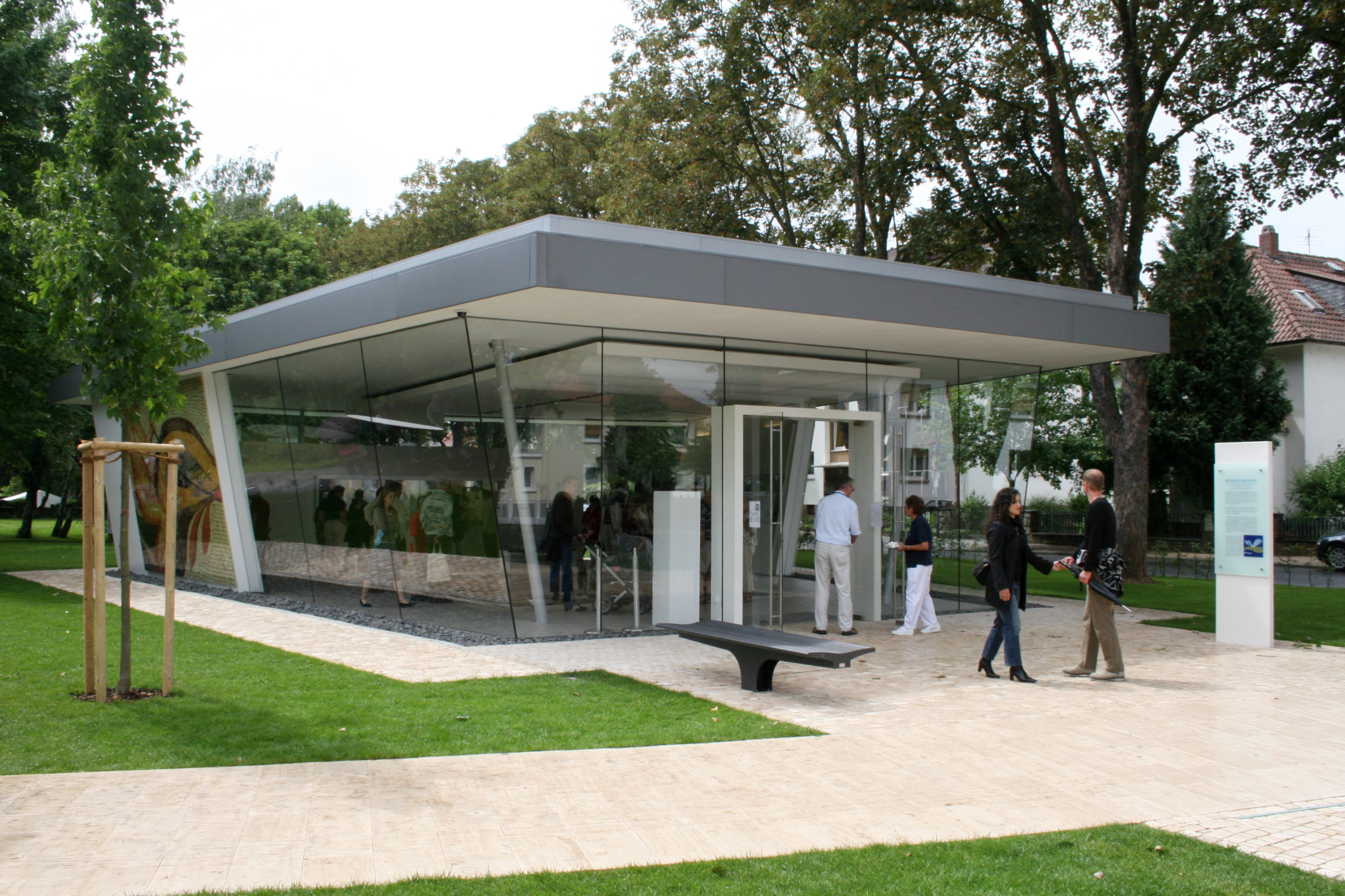
Glaspavillon im Kurpark, Ausstellung Lebendiges Römer Mosaik

### Brunnen
Bad Vilbel trägt die Bezeichnung „Stadt der Quellen“. Der erste Brunnen, der „Sauerbrunnen“ wurde am Ufer der Nidda, nahe dem Alten Rathaus abgetäuft. 1582 wurden der „Fülfeler“ und der „Sauwerbrunnen“ im Buch „Neuw Wasserschatz - der neue Wasserschatz“  erwähnt. 300 Jahre lang blieb der Sauerbrunnen ein wichtiger Brunnen im Ort. Ende des 19. Jahrhunderts kamen drei weitere Quellenbetriebe hinzu: 1864 der „Hassia-Sprudel“ in der Frankfurter Straße (Gründer Philipp Wilhelm Hinkel), 1872 die „Elisabethenquelle“ (Gründer Christoph Heinrich Breuer) und 1875 der „Luisenbrunnen“ (Gründer Friedrich Grosholz). 1900 war die Erbohrung des „Brod'schen Sprudels“ und 1903 die des „Hassia-Sprudels“ erfolgreich, beide blieben bis Mitte der 1930er Jahre ergiebig. Der Kurbetrieb in Vilbel und das Geschäft mit den Mineralquellen florierte währenddessen und mehrere Wasserhändler etablierten sich. Mitte der 1930er Jahre existierten im Ort 28 Brunnenbetriebe. Hassia erhielt 1936 die Genehmigung durch den damaligen Bad Vilbeler Bürgermeister, im Kurpark nach einem neuen Sprudel zu bohren – erfolgreich. Dort besteht er noch heute. 1955 wurde neben diesem auch der Römerbrunnen, der nördlich der Stadt an der Nidda erbohrt worden war, als Heilquelle staatlich anerkannt. Zurzeit existieren im Kurort fünf öffentliche Trinkanlagen, die für kostenlose Trinkkuren genutzt werden können.

### Innenstadt und Kurpark
In der Stadtmitte Bad Vilbels sind viele erhaltene fränkische Fachwerkhäuser zu finden, insbesondere das Alte Rathaus, das 1498 erbaut und zuletzt 2005 restauriert wurde. Der Kurpark wird jedes Frühjahr aufwändig mit Primeln und Tulpen bepflanzt und bietet darüber hinaus Anlagen für Freizeitaktivitäten wie mehrere Spielplätze. Auch das Kurhaus mit seinen wechselnden Veranstaltungen findet sich dort wieder. Seit Mai 2007 ist in einem eigenen Glaspavillon eines der schönsten römischen Mosaike in Deutschland als vervollständigte Rekonstruktion in einem Wasserbecken zu sehen. Dargestellt sind der Meeresgott Oceanus, umgeben von Meeresbewohnern, grotesken Mischwesen und realen Tieren.
Im Juni 2013 wurde der Niddaplatz, während der Bauphase „Neue Mitte“ genannt, auf dem Gelände des alten Zentralparkplatzes eröffnet. Gesäumt von vielen Geschäften und unterkellert von einer modernen Tiefgarage, bildet er das neue Herz von Bad Vilbel und wird von Bewohnern und Touristen positiv angenommen.
Die neue Stadtbibliothek, welche auf einer Brücke über die Nidda errichtet wurde und ein Café beherbergt, ist ein Blickfang und architektonisch sehenswert. Die großen Betontreppen entlang der Nidda sowie der bisher fehlende Teil des Niddaradwegs wurden im Mai 2014 fertiggestellt und laden zum Erholen ein.

### Burg
Im nördlichen Teil des Kurparks am Ufer der Nidda steht die Ruine der Burg Vilbel, deren älteste Bauteile aus dem 12. Jahrhundert stammen. Sie wurde mehrmals teilweise oder ganz zerstört, zuletzt 1796 von der französischen Revolutionsarmee unter General Jean-Baptiste Kléber (→ Schlacht bei Friedberg) und blieb seitdem Ruine. Dennoch sind die erhaltenen Teile der Burg auch heute noch sehenswert und Spielort von Burgfestspielen. Die Burg wird seit 2007 außerhalb der Spielzeit aufwändig instand gesetzt.

### Burgfestspiele Bad Vilbel
Überregional bekannt sind die Burgfestspiele Bad Vilbel, die seit 1987 alljährlich von Anfang Juni bis Anfang September in der Wasserburg stattfinden. Im Mittelpunkt stehen die vier eigenen Bad Vilbeler Inszenierungen, für die bis zu 40 Künstler engagiert werden. Darüber hinaus gibt es ein vielfältiges Gastspiel- und Matineeangebot (Kabarett- und Soloprogramme bekannter Künstler) sowie zahlreiche Theateraufführungen für Kinder. Seit 2001 gehören die Burgfestspiele Bad Vilbel zur Arbeitsgemeinschaft der zehn deutschen Festspielorte, einem Zusammenschluss der professionellen Freilichtbühnen Deutschlands.

### Weitere Kultur- und Freizeitangebote
- Das Kulturzentrum Alte Mühle bietet eine Vielzahl an Veranstaltungen. Im 14-täglichen Wechsel werden Theater- bzw. Kino-Aufführungen angeboten. Zwei Wochen im Sommer findet ein Open-Air-Kino mit breitem Rahmenprogramm im Freibad statt, das sich großer Beliebtheit erfreut.
- Im Sommer veranstaltet die Kulturpflege der Stadt Bad Vilbel eine Reihe von Open-Air-Jazz-Veranstaltungen, wie Jazz unter den Platanen im Kurpark und andere Konzerte in den Stadtteilen Massenheim, Dortelweil und Gronau. In der Regel wird hier traditionelle Dixie-Musik gespielt. Der Eintritt zu diesen Aufführungen ist generell frei.
- Der Stadtwald, im Südosten der Kernstadt gelegen, ist von ausgeschilderten Wanderwegen durchzogen und beinhaltet einen Waldlehr- und einen Trimm-dich-Pfad, sowie einen großen Abenteuerspielplatz. Der in den 1930er Jahren angelegte und nach Kriegsende von der US-Armee genutzte Schießplatz wurde renaturiert und ist heute ein Naturschutzgebiet.
- Weitere regelmäßige Veranstaltungen sind das Quellenfest mit großem Straßenfest als Höhepunkt in der Woche nach Pfingsten und der Weihnachtsmarkt um die Wasserburg am dritten Adventswochenende. Weitere Weihnachtsmärkte sind am ersten Advent in Dortelweil und am zweiten Advent in Massenheim.
- Das Dorfplatzfest in Massenheim findet jährlich im September statt.
- Das Brunnen- und Bädermuseum ging aus dem Brunnenmuseum in der Wasserburg hervor und wurde im Januar 2010 eröffnet und befindet sich im Weihl'schen Haus.[35]
- Ein Heimatmuseum wurde im ehemaligen Rathaus von Massenheim eingerichtet. Das Fachwerkhaus stammt aus dem Jahr 1731 und wurde 1999 für das Museum renoviert.[36]
- 2018 beteiligt sich Bad-Vilbel am Stadtradeln.[37]
- 62. Hessentag vom 13. bis 22. Juni 2025[38]

### Bad Vilbeler Markt
Der Bad Vilbeler Markt wurde 1820 erstmals erwähnt. Das größte Volksfest der Wetterau zieht jährlich rund 250.000 Besucher aus dem ganzen Rhein-Main-Gebiet an. Der Markt, der auf dem Festplatz nördlich des Burgparks stattfindet, beginnt jedes Jahr am dritten Samstag im August und dauert acht Tage, wobei Mittwoch und Donnerstag Ruhetage sind. Am Marktdienstag ist Viehmarkt.

### Kirchen, Religionen und Glaubensgemeinschaften

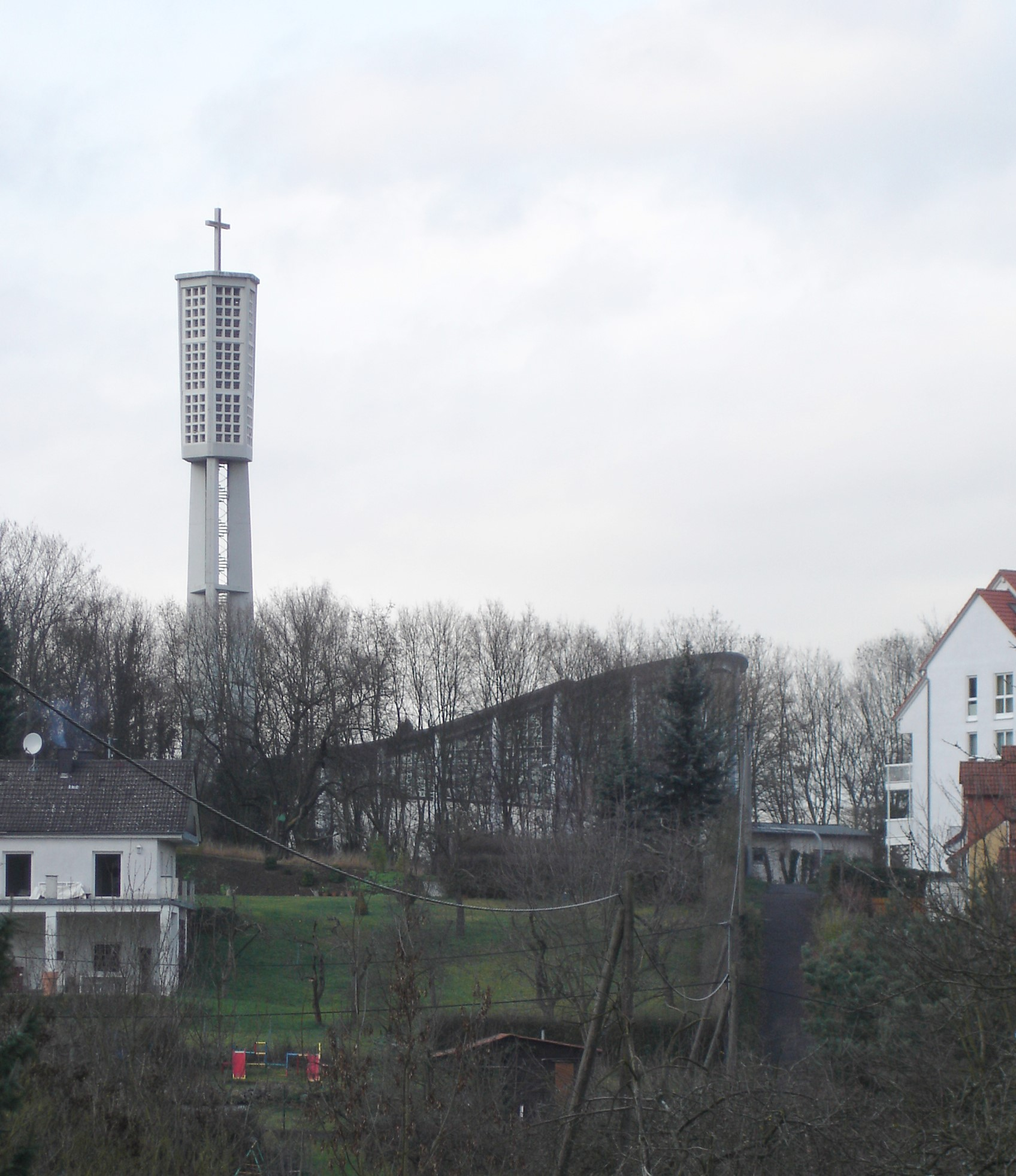
Kirche Verklärung Christi

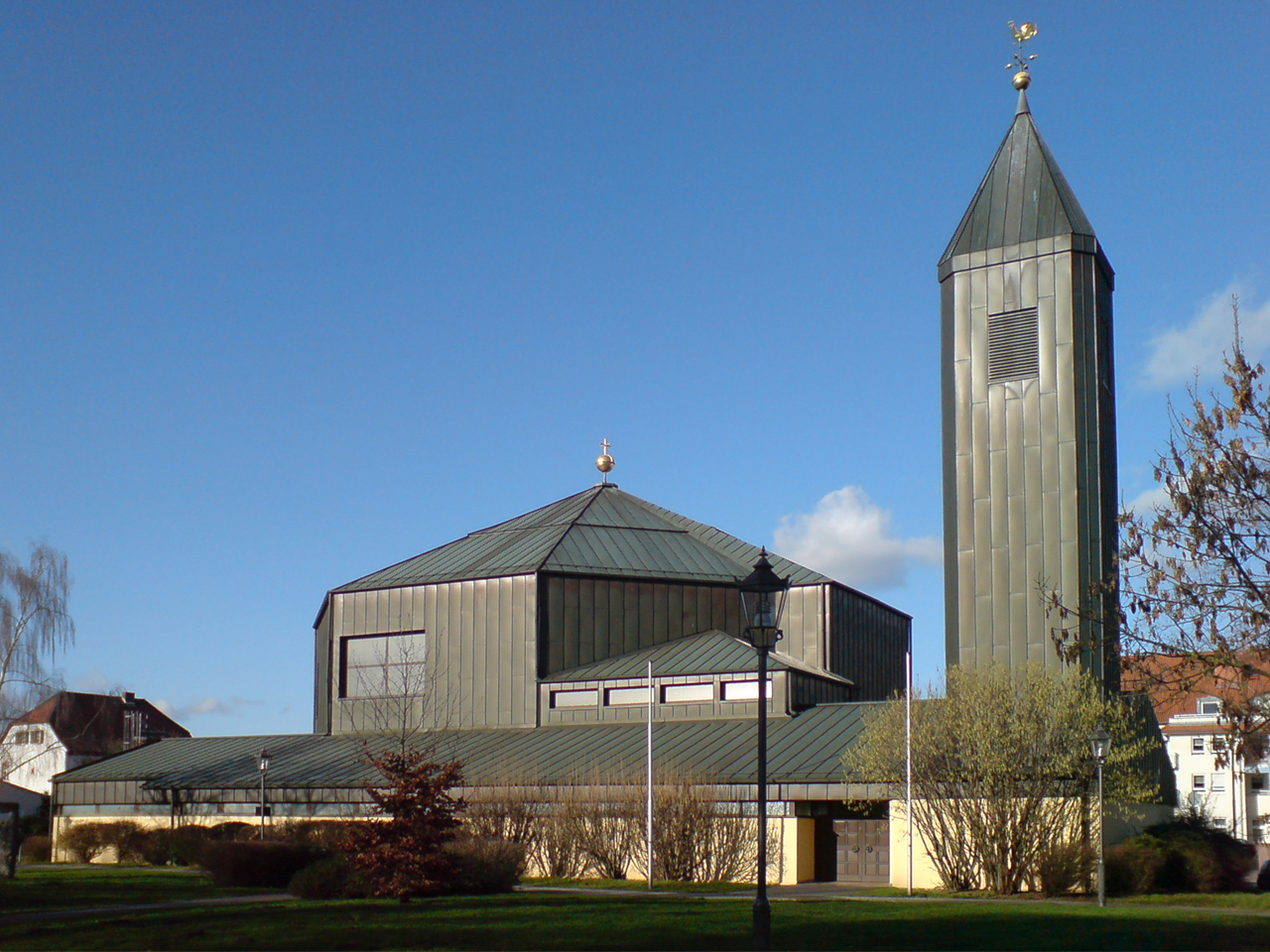
St.-Nikolaus-Kirche

Die älteste Kirche Bad Vilbels, die heutige evangelische Auferstehungskirche, steht auf dem alten Friedhof oberhalb und am Rande der Stadt. Dort standen bereits seit dem frühen Mittelalter Kapellen und Kirchen, zuerst schriftlich belegt im Jahre 1298. Im Dreißigjährigen Krieg zerstört, zeugen zwei kleine Inschriften mit der Jahreszahl „1697“ im Portal der Nordwand und im Schalldeckel der Kanzel vom Wiederaufbau.
Im Zentrum wurde in den 1960er Jahren die ebenfalls evangelische Christuskirche gebaut.
Beide Kirchen, Auferstehungskirche und Christuskirche, werden durch die evangelische Christuskirchengemeinde genutzt.
Nach der Entstehung des „Heilsberges“ durch die Evangelische Kirche in Hessen und Nassau 1948 wurde im Jahr 1957 die katholische Kirchengemeinde mit dem Titel „Verklärung Christi“ gegründet. Der Glockenturm steht vom Kirchengebäude getrennt. Die Pfarrei „Verklärung Christi“ gehört zum Bistum Mainz, wie alle katholischen Pfarreien dieser Gegend, soweit sie zur früheren hessen-darmstädtischen Provinz Oberhessen gehörten.
Weitere, teilweise alte evangelische und katholische Gotteshäuser existieren in allen Stadtteilen. In der Alfred-Brehm-Straße in der Kernstadt befindet sich eine Neuapostolische Kirche, in der Dieselstraße die Syrisch-Orthodoxe Kirche Kirchengemeinde Yoldat Aloho (Mutter Gottes Kirche) und in der Büdinger Straße die Moschee der Türkisch-islamischen Gemeinde (DITIB). Im Stadtteil Dortelweil existiert seit 1998 eine Freie evangelische Gemeinde.
Die evangelische Gemeinde Gronau gehört zur Evangelischen Landeskirche Kurhessen-Waldeck, da die Ortschaft Gronau früher zu Kurhessen (Hessen-Kassel) gehört hat.
In Bad Vilbel bestand eine jüdische Gemeinde bis 1938. Ihre Entstehung geht in die Zeit des 17./18. Jahrhunderts zurück. Im 19. Jahrhundert wurde die bis zuletzt benutzte Synagoge in einem Gebäude hinter dem Haus Frankfurter Straße 95 eingerichtet. Neben der Synagoge befand sich die Mikwe. Beim Novemberpogrom 1938 wurde die Synagoge geplündert. Der jüdische Friedhof in Bad Vilbel wurde 1845 als „Israelitischer Begräbnisplatz“ angelegt. Die letzten beiden Beerdigungen waren vermutlich die des Ehepaares Julis und Flora Grünebaum, geb. Mulling, die am 13. Februar 1936 bzw. am 24. September 1937 begraben wurden und deren Grabsteine noch vorhanden sind. Nach Auslöschung der jüdischen Gemeinde in der Zeit des Nationalsozialismus erfuhr der Friedhof 1944 schwere Schändungen: Die Gräber wurden teilweise zerstört, die Friedhofsmauer wurde stark beschädigt und weitgehend abgetragen. Im Frühherbst 1945 ordnete die amerikanische Militärbehörde die Wiederherstellung des Friedhofs an.
Auf Initiative von Rafael Zur wurde Mitte der 1980er-Jahre eine jüdische Gemeinde in der Stadt wiederbegründet.

## Verkehr

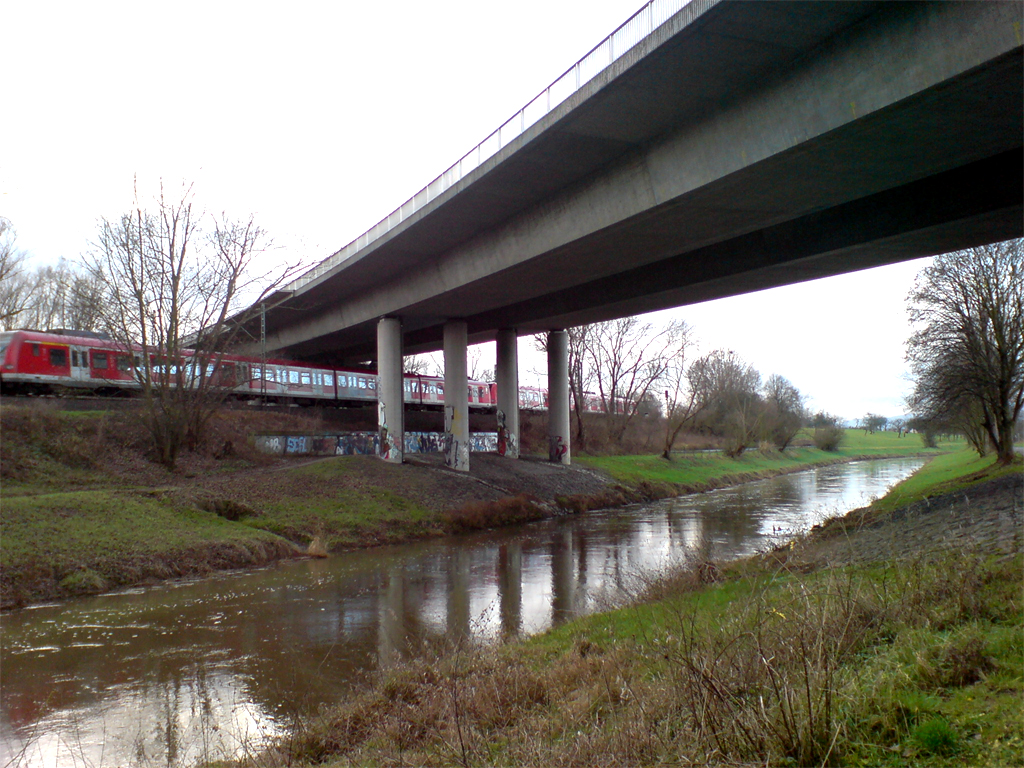
Die Main-Weser-Bahn und B3 kreuzen sich an der Nidda

### Fernstraßen
Bad Vilbel liegt an den Bundesstraßen 3 und 521. Erstere ist im Stadtgebiet autobahnähnlich ausgebaut und dient als Zubringer zur Bundesautobahn 661. Die nächsten Autobahnanschlüsse sind Frankfurt-Friedberger Landstraße (A 661, AS 9, Heilsberg und südliche Kernstadt) und Frankfurt-Preungesheimer Dreieck (A 661, AS 8, nördliche Kernstadt und andere Stadtteile) im Süden, sowie die Anschlussstelle Friedberg (A 5, AS 16) aus Richtung Norden.

### Schienenverkehr
An Main-Weser-Bahn und Niddertalbahn gelegen, ist Bad Vilbel mit einem Bahnhof und drei Haltepunkten in das deutsche Eisenbahnnetz integriert. Die S-Bahn-Linie S6 fährt die Stationen Bad Vilbel, Bad Vilbel Süd und Dortelweil an, Regionalbahnen halten in Bad Vilbel, die Züge der Niddertalbahn (RMV-Linie 34) zusätzlich auch in Bad Vilbel-Gronau.
Durch die Linie S6 ist Bad Vilbel tagsüber im 15-Minuten-Takt mit der Frankfurter Innenstadt verbunden, die Fahrzeit zum Frankfurter Hauptbahnhof beträgt etwa 20 Minuten. Hierzu kommt die stündliche RB-Verbindung durch die Niddertalbahn (RMV-Linie 34) nach Frankfurt sowie die zweistündliche RB-Verbindung durch den Mittelhessen-Express (RMV-Linien 40 und 41). Die Fahrzeit mit der RB beträgt von Bad Vilbel bis Frankfurt (Main) West 10 Minuten, Frankfurt Hauptbahnhof 17 Minuten.
Der im Dezember 2017 begonnene Bau zweier eigener S-Bahn-Gleise zwischen Bad Vilbel und Frankfurt West wurde im Februar 2024 abgeschlossen. Seitdem fährt die S-Bahn zwischen Frankfurt-West und Bad Vilbel auf diesen neuen Gleisen, zum Fahrplanwechsel Anfang Dezember 2024 wurde der Fahrplan daran angepasst.

### Busverkehr

Buslinien in Bad Vilbel

Bad Vilbel ist mit mehreren Buslinien mit den umliegenden Städten verbunden: Die Frankfurter Linie 30 verbindet den Bad Vilbeler Bahnhof, Innenstadt und Heilsberg mit dem Frankfurter Nordend, sowie der Innenstadt (Konstablerwache) und fährt im Berufsverkehr weiter an den südlichen Stadtrand der Großstadt, nach Frankfurt-Sachsenhausen. Die Frankfurter Linie 65 verbindet den Bad Vilbeler Bahnhof mit Massenheim, Frankfurt am Main-Nieder-Erlenbach, Bad Homburg-Ober-Erlenbach und bis Dezember 2011 Karben-Petterweil. Die Wetterauer Linie FB-74 fährt von Bad Vilbel über Gronau nach Karben, während die Regionalbuslinie 551 vom Bad Vilbeler Bahnhof auf den Heilsberg und nach Frankfurt-Bergen-Enkheim, -Fechenheim, Offenbach am Main und weiter nach Neu-Isenburg-Gravenbruch fährt. Die Nachtbuslinie n96 fährt von (Frankfurt-Konstablerwache –) Bad Vilbel über Niederdorfelden und Schöneck nach Bad Vilbel von 1 bis 4 Uhr nachts im Stundentakt am Wochenende. So besteht zwischen Bad Vilbel, Niederdorfelden und Schöneck von Freitag Abend bis Sonntag Morgens von 7 Uhr bis 4 Uhr am folgenden Tag ein Stundentakt. Zugunsten eines auf der Niddertalbahn (RB 34) verbesserten Verkehrsangebotes am Wochenende und in den Abendstunden verkehrt die Linie 5150 seit Anfang Mai 2008 unter der neuen Bezeichnung FB-45 als Schulverkehr nur noch zwischen Konradsdorf, Glauburg und Altenstadt.
Darüber hinaus gibt es fünf Stadtbuslinien („Vilbus“ genannt, Linien FB-60 bis FB-64), die die Stadtteile und die Wohngebiete der Kernstadt mit der Innenstadt verbinden. Als „Einkaufsbus“ konzipiert, verkehrt der Stadtbus lediglich werktags (montags–samstags) und nicht nach 22 Uhr.

## Wirtschaft

### Unternehmen

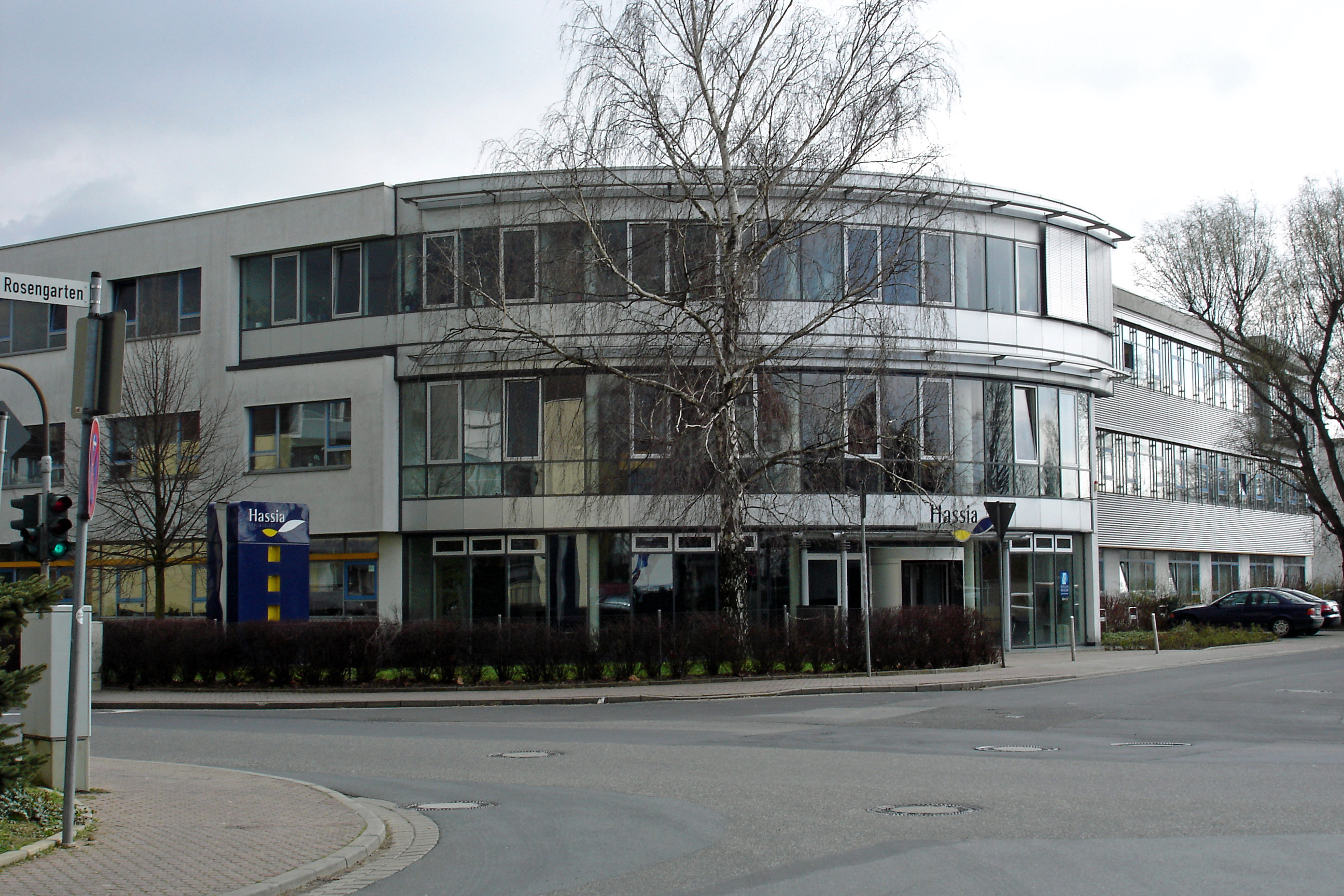
Firma Hassia

Über zwanzig Mineral- und Heilquellen existierten im Stadtgebiet, heute besteht nur noch der Brunnenbetrieb Hassia Mineralquellen als eigenständiger Betrieb.
Mehrere andere Unternehmen haben ihren Sitz bzw. die Hauptverwaltung in Bad Vilbel, unter ihnen Lahmeyer International, Radio FFH, die Deutschland-Zentrale von Brother Industries und der Pharmakonzern Stada.
Von Bedeutung im ökologischen Landbau ist der Dottenfelderhof.

### Medien
Lokalteile für Bad Vilbel erscheinen in den Tageszeitungen Frankfurter Rundschau, Frankfurter Neue Presse, Wetterauer Zeitung und in der Rhein-Main-Zeitung, dem Lokalteil der Frankfurter Allgemeinen Zeitung.
Die höchste Auflage (rund 34.500) in Bad Vilbel hat der Bad Vilbeler Anzeiger (öffentliches Bekanntmachungsorgan), der als kostenlose Reklame- und Wochenzeitung im Stadtgebiet als Hauswurfsendung verteilt wird. Es basiert auf einer Übernahme von FNP-Lokalnachrichten und redaktionell eigenen wie städtischen Beiträgen („Der direkte Draht“). Die Erstausgabe des Bad Vilbeler Anzeigers erschien am 1. August 1852 als ordentliche Zeitung.
In Bad Vilbel steht das Funkhaus der Radio/Tele FFH GmbH & Co. Betriebs-KG, die die privaten Hörfunkprogramme Hit Radio FFH, Planet Radio und harmony.fm produziert.
Zudem befinden sich die Sitze des Verbandes Hessischer Zeitungsverleger e. V. und der RTL Programmfenster Hessen GmbH in Bad Vilbel.

## Bildung

### Schulen
- Ernst-Reuter-Schule – Grundschule (Heilsberg)
- Georg-Büchner-Gymnasium
- John-F.-Kennedy-Schule – Haupt- und Realschule mit Förderstufe
- Regenbogenschule – Grundschule (Dortelweil)
- Saalburgschule – Grundschule
- Stadtschule – Grundschule
- Europäische Schule RheinMain (Dortelweil)[42]
- ehem. Brunnenschule

### Weitere Bildungseinrichtungen
- Berufsförderungswerk Frankfurt am Main – Einrichtung zur beruflichen Rehabilitation
- Die Technische Hochschule Mittelhessen betreibt im Rahmen des dualen Hochschulstudiums Studium Plus eine Außenstelle in Bad Vilbel.
- Musikschule Bad Vilbel e. V. – Musikschule mit über 2500 Schülern und 84 Mitarbeitern (staatlich geprüfte Lehrkräfte und Verwaltung) für Kinder, Jugendliche und Erwachsene.
- Freizeitzentrum Bad Vilbel – Das Freizeitzentrum (EFZET) ist eine kommunale Einrichtung für Kinder-, Jugend und Erwachsenenbildung der Stadt Bad Vilbel. Ein breites Spektrum an kulturellen, sportlichen und kreativen Angeboten.

## Personen und Persönlichkeiten

### In Bad Vilbel geboren
- Wilhelm von Finck (1848–1924), Bankier, Mitbegründer der Allianz-Versicherungsgesellschaft
- Willibald Hamburger (1884 Gronau – 1965 Bad Kreuznach), Architekt, Politiker, Maler
- Konrad Dickhardt (1899–1961), Politiker (SPD)
- Hermann Schaub (1900–1961), Kaufmann, Politiker und Verbandsfunktionär
- Katharina Seifried (1904–1991), Politikerin, Landtagsabgeordnete
- Friedel Lutz (1939–2023), Fußballnationalspieler
- Gerhard Glück (* 1944), Karikaturist
- Hansfried Münchberg (* 1946), Maler und Grafiker
- Thomas Stöhr (* 1966), Politiker, 2004–2022 Bürgermeister von Bad Vilbel
- Per Lockl (* 2001), Fußballspieler

### Mit Bad Vilbel verbunden
- Friedrich Carl Michael Grosholz (1810–1888), Mitbegründer der Bad Vilbeler Mineralbrunnenindustrie
- Bernhard Rechthien (1876–1941), Bürgermeister von Bad Vilbel zwischen 1919 und 1928
- Adolf Freudenberg (1894–1977), evangelischer Pfarrer, Ehrenbürger 1964
- Hermann Fischer (* 1922), Fabrikant, Inhaber der Hessischen Oelwerke A. Fischer & Sohn in Bad Vilbel
- Klaus Havenstein (1922–1998), 1990 bis 1992 Intendant der Burgfestspiele
- Herbert Heckmann (1930–1999), Schriftsteller, Essayist, Herausgeber; 1984–1996 Präsident der Deutschen Akademie für Sprache und Dichtung
- Martin Stöhr (1932–2019), evangelischer Theologe, Hochschullehrer, Akademiedirektor und Friedensaktivist; lebte in Bad Vilbel
- Klaus Minkel (* 1948), Jurist, CDU-Politiker (früherer Erster Stadtrat von Bad Vilbel und ehemaliger Wetterauer Bundestagsabgeordneter); lebt in Bad Vilbel
- Amir „Kurono“ Yarahi (* 1995), deutscher Webvideoproduzent, Synchronsprecher; wuchs in Bad Vilbel auf
- Jürgen Sparwasser (* 1948) schoss während der Fußballweltmeisterschaft 1974 das Siegtor der DDR-Auswahl im einzigen Spiel gegen die bundesdeutsche Nationalmannschaft. 1988 flüchtete er aus der DDR. Nach seiner Flucht aus der DDR war er u. a. von 1988 bis 1990 Co-Trainer beim Bundesligisten Eintracht Frankfurt.

## Sonstiges
- Nach der Stadt Bad Vilbel ist der Asteroid (340980) Bad Vilbel benannt, der 2007 am Observatorium Bergen-Enkheim entdeckt wurde.
- Das elektronische Musik-Duo Autechre aus England veröffentlichte auf ihrer EP Anvil_Vapre ein Lied mit dem Titel „Second Bad Vilbel“.